# Tosca - Amore disperato
Tosca Amore Disperato è un'opera moderna scritta da Lucio Dalla liberamente ispirata al melodramma Tosca di Giacomo Puccini e al dramma La Tosca di Victorien Sardou (da cui Luigi Illica e Giuseppe Giacosa hanno tratto il libretto per il melodramma menzionato). Tosca - Amore disperato, è dunque, soprattutto, una trasposizione dell'opera pucciniana, scritta, musicata e diretta dallo stesso cantautore, ravvivata e al tempo stesso attualizzata, da un grande dispiegamento di mezzi, sia tecnici che artistici. La prima messa in scena del musical avviene il 23 ottobre 2003 al Granteatro di Roma, dopo una seguitissima anteprima nel luogo del delitto, ovvero Castel Sant'Angelo, nella Notte Bianca romana del 27 settembre. Del cast iniziale avrebbero dovuto far parte anche tre big della musica e dello spettacolo italiano come Max Gazzè, Franco Califano e Sabrina Ferilli, ma le relative scritturazioni non andarono in porto.
Dopo aver debuttato al GranTeatro di Roma il 24 ottobre 2003 è subito iniziato un breve tour che l'ha portata in alcune città italiane e a Klagenfurt, in Austria.
L'opera diretta da Lucio Dalla con le coreografie di Daniel Ezralow e le scenografie di Italo Grassi, è stata prodotta con grande impegno produttivo di David Zard e Ferdinando Pinto. I costumi sono firmati da Giorgio Armani. L'opera popolare, dopo centocinquanta repliche, sia in Italia che all'estero, è approdata anche sul piccolo schermo trasmessa da Rai 1, direttamente dal teatro di Roma, il 3 giugno del 2010.

## Trama

### Atto primo
Il dramma ha inizio nella Chiesa di Sant'Andrea della Valle, dove si rifugia il bonapartista, Cesare Angelotti, ex console della Repubblica romana, appena fuggito dalla prigione di Castel Sant'Angelo.
Nella stessa chiesa si trova Mario Cavaradossi, intento a dipingere una delle cappelle della chiesa. Angelotti vede Mario che è un suo vecchio amico ed esce dal nascondiglio; ma il loro colloquio è interrotto dall'entrata in scena di Tosca, la bella cantante amante di Mario.
Angelotti subito si nasconde e Tosca fa una scena di gelosia a Mario riconoscendo nella Maddalena dipinta dall'amante la marchesa Attavanti, sorella del giovane ex console. Sulla scena irrompono poi il barone Scarpia capo della polizia e il suo fedele Spoletta, da giorni sulle tracce dell'ex prigioniero Angelotti.
Persuaso della complicità di Mario, in merito alle vicende dell'ex console, il barone Scarpia fa arrestare Mario (anche per il fatto che gli è rivale nell'amore per la bella cantante).

### Atto secondo
Il secondo atto è ambientato nelle stanze di palazzo Farnese, dove si trova Scarpia, ad un tratto giungono i poliziotti che gli portano dinanzi Cavaradossi. Nel frattempo Angelotti è fuggito e Scarpia, per sapere dove si fosse rifugiato l'ex console fa torturare Mario.
Tosca, sopraggiunta sente i gemiti di dolore e inorridita rivela a Scarpia il rifugio del console. Mario quando apprende il tradimento di Tosca, ne respinge sdegnato l'abbraccio. Egli verrà immediatamente condannato a morte per alto tradimento, ma riesce a gridare in faccia a Scarpia tutto il suo sdegno.
Tosca promette allora di darsi a Scarpia, in cambio della vita dell'amante. Il capo della polizia allora finge di dare ordini affinché la fucilazione di Mario sia solo simulata con fucili caricati a salve. Tosca, sconvolta dall'odio per Scarpia, nell'atto di abbracciarlo, lo uccide con un coltello.                                     
È l'alba. Sui bastioni di Castel Sant'Angelo Tosca avvisa Mario che la fucilazione in realtà non avrà luogo. Invece l'esecuzione di Caravadossi si compirà realmente e Tosca si troverà nel finale del dramma di fronte al cadavere di Mario abbracciandolo disperata. Sopraggiungono gli sgherri che scoperto il corpo di Scarpia si dirigono verso la giovane per arrestarla. Ma l'arresto non avrà luogo in quanto Tosca con un grido disperato si lancia dagli spalti di Castel Sant'Angelo, mettendo fine alla sua vita.

## Cast dello spettacolo
- Tosca: Rosalia Misseri, Manuela Zanier
- Cavaradossi: Graziano Galatone, Enrico D'Amore
- Scarpia: Vittorio Matteucci, Claudio Compagno
- Spoletta: Lalo Cibelli, Fabrizio Checcacci
- Angelotti: Attilio Fontana (attore), Antonio Carluccio
- Sidonia: Iskra Menarini, Brunella Platania
- Cardinale: Gabriel Zagni
- Ubriaco: Valerio De Francesco.
- Corpo di ballo: Loredana Persichetti, Marcella Baccarini, Francesca Manfrini, Patrizia Biondo, Valentina Soncin, Olivia Zani, Paola Leste, Alessandra Cito, Eliana Ghione, Marika Vannuzzi, Danilo Brunetti, Luca Alberti, Vincenzo De Michele, Sandro Franchini, Mirko Battello, Orazio Caiti, Darren Charles, Tommy Franzen, Jeremiah Tatum, Tony Lofaro, Gabriele Apolloni, Gianluca Lanzillotta e Mauro Guido.